# Висоцинек
Висоцинек (пол. Wysocinek) — село в Польщі, у гміні Бондково Александровського повіту Куявсько-Поморського воєводства.
У 1975-1998 роках село належало до Влоцлавського воєводства.